# 24首隨想曲 (帕格尼尼)
帕格尼尼的廿四首小提琴隨想曲，作品1（目錄號25），是在1802年至1817年期間，分成三組（六首、六首、十二首）所陸續寫成的。雖名稱是隨想曲，實際上這組作品更接近練習曲之性質，每一首小品都在探索特定的演奏技巧，例如雙停顫音、左手撥弦、泛音、極敏捷的換把位或跨弦⋯⋯等。在技巧之外，帕格尼尼對於樂曲體裁、義大利「美聲」傳統等層面，也都有富原創性的想法。
1820年Ricordi首次出版了這組隨想曲（即作品編號1），同時也出版的作品還有十二首小提琴-吉他奏鳴曲（作品2、作品3），以及六首吉他四重奏（作品4、作品5）。帕格尼尼將廿四首隨想曲題獻給「致藝術家」（Dedicati alli Artisti），而非特定的個人。不過，其實他在1832年至1840年間，曾經陸續為每一首隨想曲「追加」被題獻者，這點可見於他自己使用的樂譜以及其手跡。
1854年，布赖特科普夫与黑特尔出版了費迪南德·大衛所編輯的版本。與這個版本一起出版的，還有罗伯特·舒曼附寫的鋼琴助奏部分。此外，大衛自己也另寫了一個鋼琴助奏，同樣由布赖特科普夫与黑特尔出版（約1860年）。
與早先（抑或是寫作時間晚於此作）的許多「廿四首」作品不同，這一套隨想曲並沒有刻意在總計廿四個大小調的調性基礎上去創作。

## 簡說
| 曲序 | 調性   | 速度或指示           | 備註 |
| ---- | ------ | -------------------- | --- |
| 1    | E大調  | 行板                 | 暱稱為「琶音」（Arpeggio）                                                                                                |
| 2    | B小調  | 中板                 | |
| 3    | E小調  | 持續的－急板         | |
| 4    | C小調  | 莊嚴的               | |
| 5    | A小調  | 動態的               | |
| 6    | G小調  | 緩板                 | 暱稱「顫音」 |
| 7    | A小調  | 安祥穩重的           | |
| 8    | E♭大調 | 莊嚴的               | |
| 9    | E大調  | 稍快板               | 暱稱「打獵」，以小提琴A弦和E弦模仿高亢的笛聲，G弦和D弦則是響亮的號角聲。 這首曲子主要是雙音的練習，但中段也有拋弓的需要。 |
| 10   | G小調  | 活躍的               | |
| 11   | C大調  | 行板－急板           | |
| 12   | A♭大調 | 快板                 | |
| 13   | B♭大調 | 快板                 | 暱稱「惡魔之女」 |
| 14   | E♭大調 | 中板                 | |
| 15   | E小調  | 安祥穩重的           | |
| 16   | G小調  | 急板                 | 或許是全作相對最容易的一首。                                                                                              |
| 17   | E♭大調 | 持續的－行板         | |
| 18   | C大調  | 庫朗舞曲－快板       | |
| 19   | E♭大調 | 緩板－甚快板         | |
| 20   | D大調  | 稍快板               | |
| 21   | A大調  | 可愛－急板           | |
| 22   | F大調  | 有力地               | |
| 23   | E♭大調 | 安祥穩重－小調       | |
| 24   | A小調  | 主題與變奏（十一段） | 著名的主題 |

## 背景
帕格尼尼創作此廿四首隨想曲時仍相對年輕，1802年至1817年的創作期間，正逢其擔任盧卡（Lucca）宮廷之樂手，之後也進行了第一次的義大利行。據卡羅爾·利平斯基表示，廿四首隨想曲的創作動機，是將之作為獻給朋友們的禮物（按：參前註）。Ricordi出版社方面，收錄手稿時所押印的日期為1817年11月24日，藉此可大致推測作品完成的時期，不過關於作品何時開始寫作則仍未可知。

## 樂譜
- Franco Gulli（意大利语）的批判版 （Ed. Curci，1982年） [6]
- Renato de Barbieri（意大利语）的评论版 （Urtext，1990年） [7]

## 評價
耶胡迪·梅纽因如此評價：「與巴赫的六首奏鳴曲與組曲並列，帕格尼尼的二十四首隨想曲，同為小提琴家之技巧奠基了重要的基礎，兩者分別可視為小提琴舊約與新約。」廿四首隨想曲或許不是作曲家最成熟的作品，也沒有精美的對位和和聲技法，不過卻有著高超的藝術性，更有曼陀林、吉他等其它樂器的特色在其中，從而使傳誦至今，繼續被下一代的音樂家所繼承。阿尔弗雷德·科尔托進一步表示，廿四首隨想曲「不只追求表面的炫技而已，還需要有深層的音樂理解，才能達到作曲家所要求的藝術性。」

## 錄音節選
1940年由RCA Victor出版，奧地利小提琴家奧西·雷納迪所灌錄的78轉唱片，搭配沃爾特·羅伯茨演奏的大衛版本鋼琴助奏，是廿四首隨想曲最早的錄音。在這之前，雷納迪曾在音樂會現場演出無伴奏小提琴原版（1940年10月，雷納迪個人在卡內基廳的初登場），不過該場演出並沒有留下錄音。之後雷納迪又在1953年使用帕格尼尼生前曾持有的，暱稱為「加農砲」（Il Cannone）的瓜奈里小提琴，再次挑戰此作品錄音，Eugene Helmer演奏大衛版本鋼琴助奏。
廿四首隨想曲第一份無伴奏小提琴錄音要等到1947年，由美國小提琴家鲁杰罗·里奇所錄製，Decca發行。里奇曾多次錄製此作品，有發行紀錄的至少就有八次之多。
其它著名的錄音版本還包括了：
- 麥可·拉賓，1958年
- 萨尔瓦托雷·阿卡多，1970年
- 伊扎克·帕尔曼，1972年，EMI
- 伊夫里·吉特利斯，1976年（2007年始發）
- 萨尔瓦托雷·阿卡多，1977年
- 什洛莫·敏茨，1981年，德意志留聲機
- 五嶋绿，1988年，索尼古典
- 列奧尼達斯·卡瓦科斯，1989年－1990年
- 清水崇，1990年
- 詹姆斯·埃内斯，1995年
- 萨尔瓦托雷·阿卡多，2002年
- 茱莉亚·费舍尔，2008年－2009年
- 詹姆斯·埃内斯，2009年

## 改編與衍生作品

### 改編
小提琴與鋼琴版本
- 帕格尼尼曾經將第24號隨想曲改編為小提琴-鋼琴演奏，其中鋼琴部份也可以使用吉他代替。
- 罗伯特·舒曼的鋼琴助奏，第1首至第23首，1855年
- 費迪南德·大衛的鋼琴助奏，第1首至第24首，1860年（約當）
- 弗里茨·克莱斯勒改編第13首、第20首與第24首，1911年
- 莱奥波德·奥尔改編第17首、第24首，1922年
- 乔治·埃内斯库改編第6首[15]
- 雅克·蒂博改編第9首
- 米夏·艾尔曼改編第24首
- 齊諾·弗朗切斯卡悌改編第13首、第17首與第24首，1950年代[16]

小提琴與弦樂團版本
- 雅沙·海菲茨曾改編第13首以及第24首供小提琴與弦樂團演奏，另外他也在莱奥波德·奥尔的基礎上對第24首作了另一次改編，兩者都大概在1940年代完成[17][18]
- 愛迪生·傑尼索夫改編第2首、第21首、第20首、第9首以及第24首，此五首以《五首帕格尼尼隨想曲》的名稱出版（1985年）[19]

大提琴獨奏版本
- 馬友友改編第9首、第14首與第17首，1981年－1982年

大提琴與鋼琴版本
- 馬友友將克萊斯勒的1911年改編（第13首、第20首、第24首）改編給大提琴與鋼琴演奏

吉他獨奏版本
- 约翰·威廉斯改編第24首
- 艾略特·菲斯克（英语：Eliot Fisk）改編全部廿四首，1990年－1991年

### 衍生作品
小提琴獨奏
- 内森·米尔斯坦：《帕格尼尼魂》（Paganiniana），1954年[20]

小提琴與鋼琴
- 欧仁·伊萨伊：根據帕格尼尼第24號隨想曲所作的變奏曲，遺作（1960年）

鋼琴獨奏
- 羅伯特·舒曼：根據帕格尼尼隨想曲所作的練習曲，作品3，1832年
- 羅伯特·舒曼：根據帕格尼尼隨想曲所作的音樂會練習曲，作品10，1833年
- 李斯特：帕格尼尼超技練習曲，編號第140號，1838年－1840年
- 李斯特：帕格尼尼大練習曲，編號第141號，1851年
- 勃拉姆斯：帕格尼尼主題變奏曲，作品35，1862年－1863年

雙鋼琴
- 维托尔德·卢托斯瓦夫斯基：帕格尼尼主題變奏曲，1941年

鋼琴與管弦樂團
- 谢尔盖·拉赫玛尼诺夫：帕格尼尼主題狂想曲，作品43，1934年

管弦樂團
- 鲍里斯·布拉黑尔：帕格尼尼變奏曲，作品26，1947年

## 外部連結
- 帕格尼尼24首隨想曲：国际乐谱典藏计划上的乐谱